# John Flanagan (pisarz)
John Flanagan (ur. 22 maja 1944) – australijski pisarz. Najbardziej znany jest ze swojej serii książek pt. Zwiadowcy (ang. Ranger's Apprentice).

## Życiorys
Od dzieciństwa marzył o tym, by zostać pisarzem. Pracował w agencji reklamowej, ale dopiero satyryczny wiersz opisujący paskudnego kolegę zwrócił na niego uwagę przełożonych. Jeden z szefów agencji uznał, że warto zainwestować w młodego pracownika i tak Flanagan dołączył do grona copywriterów.
Przez dwie dekady pisał spoty reklamowe i scenariusze, później zaś trafił do telewizji i został jednym ze współtwórców sukcesu sitcomu Hi Dad!, zasłynął jednak jako autor „Zwiadowców”, serii osadzonej w fantastycznym świecie powieści dla młodzieży.
Flanagan zaczął pisać historię Willa dla swego syna, Michaela, jednak to, co miało być opowieściami na dobranoc, szybko przerodziło się w cykl powieści. Do tej pory Flanagan napisał 18 książek tej serii. Pisarz wraz z żoną mieszka na przedmieściach Manly. Ma troje dzieci i czworo wnuków.
W 2008 roku wygrał Australian Book Publishers Association's of the Year dla dzieci starszych i młodszych.

## Twórczość

### Seria powieściZwiadowcy
1. Ruiny Gorlanu (2004/2009)
2. Płonący most (2005/2009)
3. Ziemia skuta lodem (2005/2009)
4. Bitwa o Skandię (2006/2009)
5. Czarnoksiężnik z Północy (2006/2010)
6. Oblężenie Macindaw (2007/2010)
7. Okup za Eraka (2007/2010)
8. Królowie Clonmelu (2008/2011)
9. Halt w niebezpieczeństwie (2009/2011)
10. Cesarz Nihon-Ja (2010/2012)
11. Zaginione historie (2011/2012)
12. Królewski zwiadowca (2013/2013)
13. Klan Czerwonego Lisa (2018/2018)
14. Pojedynek w Araluenie (2018/2018)
15. Zaginiony książę (2020/2020)
16. Ucieczka z zamku Falaise (2021/2021)
17. Wilki Arazan (2022/2022)
18. Zasadzka w Sorato (2024/2024)

(Rok wydania oryginału / w Polsce)

#### Wczesne lata(prequeleZwiadowców)
1. Wczesne lata. Turniej w Gorlanie (2015)
2. Wczesne lata. Tom 2 Bitwa na wrzosowiskach (2016)

### Seria powieściDrużyna
1. Wyrzutki (2011)
2. Najeźdźcy (2012)
3. Pościg (2012)
4. Niewolnicy z Socorro (2014)
5. Góra Skorpiona (2014)
6. Nieznany Ląd (2016)
7. Kaldera (2017)
8. Powrót Temudżeinów (2019)
9. Morska Pogoń (2022)

### Seria powieściA Jesse Parker Mystery
1. Storm Peak
2. Avalanche Pass